# الجبوب (بعدان)

تعديل مصدري - تعديل

الجبوب هي إحدى قرى عزلة الحرث بمديرية بعدان التابعة لمحافظة إب، بلغ تعداد سكانها 275 نسمة حسب تعداد اليمن لعام 2004.